# Tamara Malukowa-Sydorenko
Tamara Stepaniwna Malukowa-Sydorenko (ukr. Тамара Степанівна Малюкова-Сидоренко, ur. 15 lutego 1919 w Krasnem, zm. 20 listopada 2005 w Odessie) – radziecka i ukraińska kompozytorka.

## Życiorys
Studiowała w Konserwatorium w Odessie w klasie Sierafima Orfiejewa do 1946 roku i tamże następnie pracowała jako wykładowczyni do 1997 roku. W latach 1966–1970 była kierowniczką Katedry Teorii i Kompozycji tegoż konserwatorium.
Należała do Związku kompozytorów Ukrainy

## Nagrody
- Zasłużony Artysta Ukraińskiej SRR (1981)[1]

## Twórczość
Komponowała muzykę orkiestrową i kameralną, utwory na altówkę i fortepian, wiolonczelę i fortepian, opracowania czeskich, polskich i rosyjskich melodii ludowych. W jej twórczości widoczne są wpływy postromantyzmu. Wybrane dzieła:
- I kwartet smyczkowy (1945)[2]
- I symfonia (1946)[2]
- II symfonia (1950)[2]
- II kwartet smyczkowy (1952)[2]
- Bohdan Chmielnicki, uwertura (1954)[2]
- muzyka do filmu Konі nie winnі(inne języki) (1956)[4]
- III symfonia[5] (1986[1])